# Palu'e
Palu'e (Indonesisch Pulau Palu'e) is een Indonesisch eiland ten noorden van Flores in de Floreszee. Het eiland heeft een oppervlakte van 41 km2 en telt zo'n 10.000 inwoners.